# شرکت کشتیرانی لتونی
شرکت کشتیرانی لتونی (به انگلیسی: Latvian Shipping Company) شرکت کشتیرانی لتونیایی است، که ناوگانی متشکل از ۲۰ کشتی مدرن و نفت‌کش را در اختیار دارد.
این شرکت در سال ۱۹۴۰ تأسیس شد و یکی از اولین شرکت‌های کشتیرانی اروپایی بود که در مقیاس عمده اقدام به حمل‌ونقل نفت و فراورده‌های نفتی نمود.
دفتر مرکزی این شرکت در شهر ریگا، لتونی قرار دارد و بخشی از سهام آن در بازار بورس نزدک اوام‌اکس معامله می‌شود.